# Cylindropuntia kelvinensis
Cylindropuntia kelvinensis är en kaktusväxtart som först beskrevs av Verne Edwin Grant och K.A. Grant, och fick sitt nu gällande namn av Paul V. Heath. Cylindropuntia kelvinensis ingår i släktet Cylindropuntia, och familjen kaktusväxter. Inga underarter finns listade i Catalogue of Life.